# Rabea Schöneborn
Rabea Schöneborn (* 13. März 1994 in Troisdorf, Nordrhein-Westfalen) ist eine deutsche, ehemalige Moderne Fünfkämpferin, die zur Leichtathletik wechselte und sich auf Mittel-, Lang-, Cross-, Straßen- und Halbmarathonläufe spezialisiert hat. Lag ihr Fokus zunächst auf den kürzeren Langstreckendistanzen, nimmt Schöneborn nun die längeren Laufstrecken in Angriff.

## Berufsweg
Schöneborn studiert Psychologie an der Humboldt-Universität zu Berlin und absolvierte 2018 ein Auslandssemester an der Texas A&M University (kurz: Texas A&M oder auch TAMU genannt) im texanischen Corpus Christi.

## Sportliche Karriere
Rabea Schöneborn konkurrierte zunächst im Modernen Fünfkampf. Das aufwendige Trainingsprogramm dieser Sportart vertrug sich später aber nicht mit dem Studium, und so konzentrierte sie sich ab 2016 auf die leichtathletischen Laufdisziplinen.
Schon 2016 war Schöneborn bei Laufwettbewerben erfolgreich. Offiziell noch bei den SSF Bonn, startete sie für die Wasserfreunde Spandau 04 beim BIG 25 Berlin und errang auf der zehn Kilometerdistanz einen Doppelsieg mit ihrer Schwester Deborah. Bei den Deutschen U23-Meisterschaften erreichte sie beim 10-km-Straßenlauf den 8. Platz.
2017 holte Schöneborn zweimal Bronze: bei den Deutschen Crosslauf-Meisterschaften mit der Mannschaft und beim 10-km-Straßenlauf der Deutschen Hochschulmeisterschaften. Jeweils den 5. Platz erreichte sie über 10.000 Meter bei den Deutschen Meisterschaften und über 3000 Meter bei den Deutschen Hochschulmeisterschaften.
2018 ging Schöneborn in der ersten Jahreshälfte während ihres Auslandssemesters bei Wettkämpfen mehrmals als Siegerin hervor. So in der Hallensaison über 3000 Meter beim Texas Tech Shootout in Lubbock und der Southland Conference Challenge in Birmingham (Alabama), wo sie über 5000 Meter mit 16:26,46 min sogar einen Wettkampfrekord aufstellte. Die Zeit war zudem die viertschnellste in der Conference-Geschichte. In der Freiluftsaison siegte Schöneborn über 5000 Meter beim UTSA Invitational in San Antonio und belegte in San Antonio weitere Podiumsplätze: beim UIW Invitational (2. Platz über 1500 m) und bei der Southland Conference Challenge (2. Platz über 10.000 m und 3. Platz über 5000 m). Bei den Deutschen Meisterschaften kam sie über 5000 Meter auf den 9. Platz und wurde Deutsche 10-km-Straßenlaufmeisterin mit der Mannschaft.
2019 holte Schöneborn bei den Deutschen Hallenmeisterschaften über 3000 Meter den 4. Platz und erreichte die gleiche Position bei den Deutschen Meisterschaften über 10.000 Meter. Mit der Mannschaft wurde sie Deutsche Crosslaufmeisterin. Den Halbmarathon bei der Sommeruniversiade in Neapel musste sie aufgrund einer Fußverletzung abbrechen und anschließend eine Genesungspause einlegen. Neben den Meisterschaftsrennen siegte Schöneborn beim Frauenlauf Berlin und belegte beim Citylauf Dresden den 4. Platz. Bei ihrem Halbmarathondebüt beim Paderborner Osterlauf wurde sie als beste deutsche Läuferin in 1:14,09 h Zweite, wobei auch kein deutscher Mann schneller als sie war.
2020 wurde Schöneborn Deutsche Crosslaufmeisterin mit der Mannschaft, wozu sie mit einem 4. Platz im Einzel beitrug. In der wegen der COVID-19-Pandemie verspätet gestarteten Freiluftsaison konnte sie über 5000 Meter Deutsche Vizemeisterin werden. Bei den Halbmarathon-Weltmeisterschaften holte sie mit der Mannschaft Bronze. Bei ihrem Marathondebüt am 6. Dezember beim Valencia-Marathon erfüllte sie mit 2:28:42 h die Olympianorm. Beim Berlin-Marathon 2021 wurde sie beste deutsche Läuferin in 2:28:49 h.

## Vereinszugehörigkeiten
Schöneborn ist seit 2017 bei der LG Nord Berlin, Stammverein SC Tegeler Forst. Bis 2016 startete sie für die SSF Bonn.

## Persönliche Bestleistungen
(Stand: 2. Februar 2023)
Halle
- 1500 m: 4:36,55 min, Erfurt, 27. Januar 2017
- 3000 m: 9:31,78 min, Potsdam, 14. Januar 2018
- 5000 m: 16:26,46 min, Birmingham (Alabama), 21. Februar 2018

Freiluft
- 1500 m: 4:34,84 min, San Antonio (Texas), 13. April 2018
- 3000 m: 9:22,55 min, Berlin, 28. August 2020
- 5000 m: 15:53,88 min, Braunschweig, 6. Juni 2021
- 10.000 m: 32:55,96 min, Mainz, 1. Mai 2021
- 10 km: 32:54 min, Berlin, 13. März 2022
- Halbmarathon: 1:10:35 h, Berlin, 22. August 2022
- Marathon: 2:27:03 h, Enschede, 18. April 2021

## Erfolge
national (Deutschland)
- 2016: 8. Platz Deutsche U23-Meisterschaften (10 km Straße)
- 2017: 14. Platz Deutsche Hallenmeisterschaften (3000 m)
- 2017: 3. Platz Deutsche Crosslauf-Meisterschaften (Mannschaft, 17. Platz Einzel)
- 2017: 5. Platz Deutsche Meisterschaften (10.000 m)
- 2017: 5. Platz Deutsche Hochschulmeisterschaften (3000 m)[5]
- 2017: 12. Platz Deutsche Meisterschaften (5000 m)
- 2017: 16. Platz Deutsche Straßenlauf-Meisterschaften (10 km Straße)
- 2017: 3. Platz Deutsche Hochschulmeisterschaften (10 km Straße)[4]
- 2018: 9. Platz Deutsche Meisterschaften (5000 m)
- 2018: Deutsche 10-km-Straßenlaufmeisterin (Mannschaft, 10. Platz Einzel)
- 2019: 4. Platz Deutsche Hallenmeisterschaften (3000 m)
- 2019: Deutsche Crosslaufmeisterin (Mannschaft, 9. Platz Einzel)
- 2019: Teilnahme Deutsche Hochschulmeisterschaften (3000 m)[12]
- 2019: 4. Platz Deutsche Meisterschaften (10.000 m)
- 2020: Deutsche Crosslaufmeisterin (Mannschaft, 4. Platz Einzel)
- 2020: Deutsche Vizemeisterin (5000 m)

national (USA)
- 2018: 1. Platz Texas Tech Shootout, Lubbock (3000 m indoor)
- 2018: 1. Platz Southland Conference Ch., Birmingham (5000 m indoor)
- 2018: 1. Platz Southland Conference Ch., Birmingham (3000 m indoor)
- 2018: 1. Platz UTSA Invitational, San Antonio (5000 m)
- 2018: 2. Platz UIW Invitational, San Antonio (1500 m)
- 2018: 2. Platz Southland Conference Ch., San Antonio (10.000 m)
- 2018: 3. Platz Southland Conference Ch., San Antonio (5000 m)

international
- 2019: Teilnahme Sommeruniversiade (Halbmarathon)[13]
- 2020: 3. Platz Halbmarathon-Weltmeisterschaften (Mannschaft)[14]

## Familie
Ihre Zwillingsschwester Deborah konkurriert ebenfalls auf den Laufstrecken, die ältere Schwester Lena ist Olympiasiegerin im Modernen Fünfkampf.